# Interestatal 5 en California
En el estado estadounidense de California, la Interestatal 5, es una autovía principal norte-sur de la Red de Autopistas Interestatales de Estados Unidos, y tiene su terminal extremo sur en la frontera entre Estados Unidos y México, en la garita de San Ysidro. La autovía pasa por toda California hasta cruzar a Oregón al sur del área metropolitana Medford-Ashland.

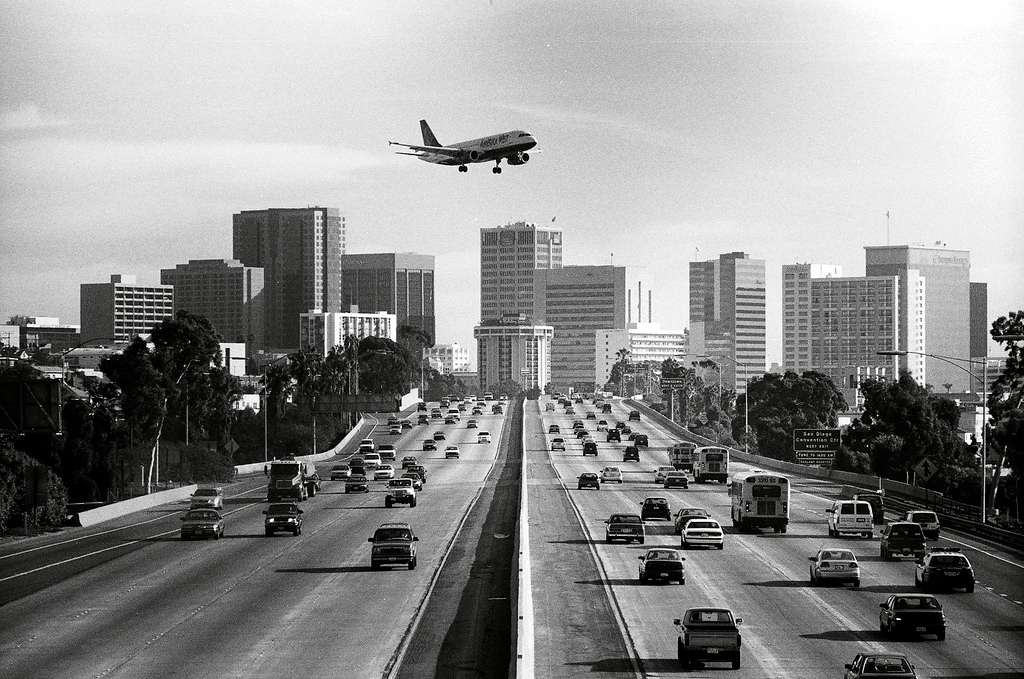
La I-5 mirando hacia el sur del Centro de San Diego

Esta autovía conecta a las principales ciudades de California como San Diego, Los Ángeles, Sacramento y Redding. Entre las ciudades que no están conectadas directamente con la Interestatal 5 está San Francisco, en la cual se encuentra a 80 millas (130 km) al oeste de la autovía.

## Descripción de la ruta
La I-5 es parte del Sistema de Autovías y Vías Expresas de California y es miembro del Sistema Estatal de Carreteras Escénicas.
Entre la frontera con México y Anaheim (en Los Ángeles) coincide en su mayor parte con el trazado del Camino Real de California.